# Juan Carlos Pérez Rojo
Pour les articles homonymes, voir Rojo.
Juan Carlos Pérez Rojo, plus connu comme Rojo, né le 17 novembre 1959 à Barcelone (Catalogne, Espagne), est un footballeur international espagnol des années 1980 qui jouait au poste d'ailier gauche.

## Biographie

### En club
Rojo se forme dans les catégories inférieures du FC Barcelone. Il joue avec le FC Barcelone B entre 1978 et 1983. Il rejoint l'équipe première du Barça en 1983 qui est alors entraîné par Udo Lattek.
Lors de la saison 1984-1985, sous les ordres de l'entraîneur Terry Venables, Rojo joue un rôle notable dans le succès du club barcelonais qui parvient à remporter le championnat d'Espagne. La saison suivante, Barcelone arrive en finale de la Coupe d'Europe.
Il se blesse gravement au genou vers la fin de la saison 1986-1987 ce qui l'oblige à abandonner prématurément le football malgré un passage au Real Betis (1988-1989), puis au Palamós CF (1989-1990).
Sa fille meurt dans l'accident d'avion de Spanair en août 2008.

### Équipe nationale
Rojo est nommé meilleur joueur de la Coupe du monde de football des moins de 20 ans disputée en 1979 au Japon devant Diego Maradona. Lors de cette compétition, il joue trois matchs.
Il joue quatre matchs avec l'équipe d'Espagne, tous en 1985.

## Palmarès
Avec le FC Barcelone :
- Champion d'Espagne en 1985
- Vainqueur de la Coupe d'Espagne en 1987
- Vainqueur de la Copa de la Liga en 1986
- Vainqueur de la Supercoupe d'Espagne en 1984

### Distinction personnelle
- Élu meilleur joueur de la Coupe du monde des moins de 20 ans en 1979